# Deletion

Deletion auf einem Chromosom

Eine Deletion (engl. delete „löschen“, von lateinisch delēre „vernichten, zerstören“), auch Gendeletion, ist in der Genetik eine Variante der Genmutation bzw. Chromosomenmutation (und damit eine Chromosomenaberration), bei der eine Nukleotidsequenz oder ein Teil einer Nukleotidsequenz fehlt. Eine Deletion ist immer ein Verlust von genetischem Material. Die Zahl der deletierten Nukleinbasen ist nicht festgelegt, sie kann vom Verlust einer einzelnen Base bis hin zum gesamten Chromosom reichen.
Es wird zwischen der interstitiellen und der terminalen Deletion unterschieden. Die erstere beschreibt einen Verlust innerhalb des Chromosoms, die letztere ein Verlorengehen eines Endabschnittes, also eines Teils des Telomerbereiches.

## Auswirkungen der Deletion
Als Folge der Deletion kann nach der Translation der aus der DNA entstandenen mRNA ein fehlerhaftes Protein entstehen. Denn durch die Deletion von Basenpaaren kann eine Leserasterverschiebung-Mutation hervorgerufen werden, wenn eine Anzahl von Basenpaaren entfernt wurde, die nicht ganzzahlig durch drei teilbar ist.
Wird jedoch ein ganzes Codon/Basentriplett entfernt, entsteht höchstwahrscheinlich ein fehlerhaftes Protein – da eine Aminosäure fehlt – jedoch wird das Leseraster nicht verschoben. Da kann es auch durchaus vorkommen, dass das entstandene Protein noch teilfunktionsfähig ist und einen schwächeren Phänotyp hervorruft. Eine Nullmutation hingegen wäre der komplette Ausfall der Genfunktion.
Von Mikrodeletionen spricht man, wenn die Stückverluste der Chromosomen so klein sind, dass sie mikroskopisch nur durch spezielle Techniken (z. B. FISH-Test) erkannt werden können. Es ergeben sich zahlreiche, als Mikrodeletionssyndrome bezeichnete Veränderungen. Wenn Mikrodeletionen mehrere aneinandergrenzende Gene schädigen und damit unabhängige phänotypische Effekte auslösen, spricht man von einem Contiguous gene syndrome.
Zahlreiche Deletionen finden sich auch in phänotypisch unauffälligen (d. h. gesunden) Individuen. Solche Polymorphismen werden auch als Kopienzahlvarianten (oder allgemein Strukturvarianten) bezeichnet. Ein umfangreicher Katalog solcher Varianten wurde in den Jahren 2010 und 2011 durch das 1000-Genome-Projekt publiziert.

## Indel
Ähnliche Effekte wie die Deletion von Nukleotidsequenzen hat die Einfügung zusätzlicher Sequenzen (Insertion). Die Kombination von Löschung und Einfügung von Nukleotidsequenzen ist in manchen Fällen nicht in die Anteile von Löschung oder Einfügung auflösbar und wird in diesen Fällen als Indel bezeichnet.

## Beispiel
- Chondrodysplasia punctata durch X-chromosomale Deletion
- Nablus-mask-like-facial-Syndrom, Mikrodeletion 8q22.1
- Partielle Deletion: Katzenschrei-Syndrom